# Derek Blomfield
Derek Blomfield (n. 31 august 1920, Londra, Regatul Unit al Marii Britanii și Irlandei – d. 23 iulie 1964, Bretania, Franța) a fost un actor britanic care a apărut în numeroase producții de teatru, film și televiziune între 1935 și moartea sa, survenită în 1964.

## Carieră
A studiat la LAMDA și a avut prima sa apariție pe scenă la Teatrul Savoy în 1934. Printre rolurile sale teatrale s-au numărat rolul principal în The Guinea Pig la Teatrul Criterion, o lungă perioadă în Witness for the Prosecution la Teatrul Winter Garden și doi ani în care l-a interpretat pe Trotter în The Mousetrap la Teatrul Ambassadors din Londra.
Primul său rol în film a fost la vârsta de cincisprezece ani, în filmul Turn of the Tide. A intrat în atenția publicului larg pentru apariția sa în rolul unui elev în comedia cu Will Hay, The Ghost of St. Michael's. În 1964 a jucat rolul contelui Luzau-Rischenheim în serialul de televiziune britanic Rupert of Hentzau.
A murit în urma unui atac de cord, la vârsta de 43 de ani, în timp ce se afla în vacanță cu soția și familia sa în Bretania.

## Filmografie
| An        | Titlu                      | Rol                             | Note                             |
| --------- | -------------------------- | ------------------------------- | -------------------------------- |
| 1932      | Love on Wheels             | Băiat                           | Debut cinematografic, Necreditat |
| 1935      | Emil and the Detectives    | Jerry                           |                                  |
| 1935      | Turn of the Tide           | Steve Lunn                      |                                  |
| 1935      | Mutiny on the Bounty       | Jeremy                          | Necreditat                       |
| 1936      | Wedding Group              | Rol nedeterminat                |                                  |
| 1936      | Shipmates o' Mine          | Tony Denton                     |                                  |
| 1941      | The Ghost of St. Michael's | Sunshine                        |                                  |
| 1942      | Alibi                      | Gerard                          |                                  |
| 1949      | Golden Arrow               | Primul ofițer în club de noapte |                                  |
| 1950      | Night and the City         | Tânăr polițist                  | Necreditat                       |
| 1951      | Appointment with Venus     | 1st Officer - Admiralty         |                                  |
| 1952      | The Floating Dutchman      | Philip Reid                     |                                  |
| 1953      | Recoil                     | Wilbur                          |                                  |
| 1954      | Hobson's Choice            | Freddy Beenstock                |                                  |
| 1956      | Reach for the Sky          | Pilot civil                     |                                  |
| 1956      | It's a Wonderful World     | Aranjator                       |                                  |
| 1956      | It's Great to Be Young     | Paterson, Maestru Sportiv       |                                  |
| 1956-1957 | Vanity Fair                | Dobbin                          | Miniserie                        |
| 1957      | Carry On Admiral           | Lieut. Dobson                   |                                  |
| 1957      | Small Hotel                | Roland                          |                                  |
| 1960      | Identity Unknown           | John Perkins                    |                                  |
| 1960      | Escort for Hire            | Jack                            |                                  |
| 1961      | Persuasion                 | William Elliot                  | Miniserie                        |
| 1962      | Fate Takes a Hand          | Briggs                          |                                  |
| 1964      | Rupert of Hentzau          | Muntele Luzau-Rischenheim       | 5 episoade                       |
| 1964      | East of Sudan              | Maior secund                    | Film final, necreditat           |